# Capetown Challenger 2 1989
Il Capetown Challenger 2 1989 è stato un torneo di tennis facente parte della categoria ATP Challenger Series nell'ambito dell'ATP Challenger Series 1989. Il torneo si è giocato a Città del Capo in Sudafrica dal 6 al 10 novembre 1989 su campi in cemento.

## Vincitori

### Singolare
Mark Kaplan ha battuto in finale  Dean Botha con il punteggio di 6–2, 6–1

### Doppio
Kelly Jones /  Joey Rive hanno battuto in finale  David Pate /  Robert Van't Hof con il punteggio di 6–2, 7–6